# Münichholzer Wald
Koordinaten: 48° 3′ 17″ N, 14° 26′ 8″ O

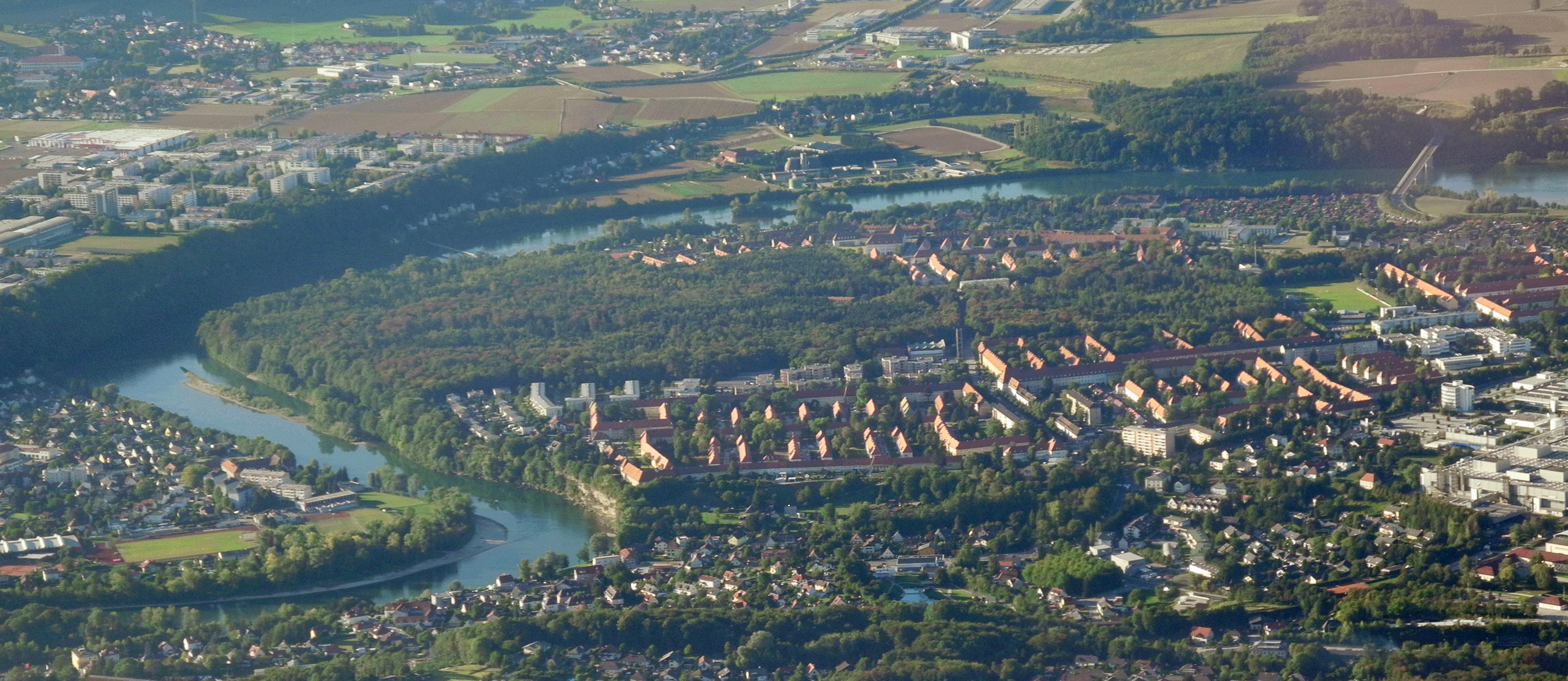
Luftbild mit Ennsknie, Münichholzer Wald und dem Stadtteil Münichholz

Der Münichholzer Wald, auch nur Münichholz, ist ein Waldgebiet bei Steyr in Oberösterreich.

## Lage und Ökologie
Der Münichholzer Wald ist einer der größeren Uferwaldreste der Enns im Unteren Ennstal. Er liegt im Stadtteil Münichholz am rechten Ennsufer, im Ennsknie unterhalb der Ramingbachmündung.
Das Waldgebiet ist ein noch geschlossener Auwaldrest, er wird zum Stadtteilkern hin nur durch eine Straße (Karl-Punzer-Straße) durchschnitten. Es umfasst 47,7 Hektar, und ist von wichtiger Bedeutung als stadtökologische Naturfläche wie auch Naherholungsraum, und ist als Erholungswald ausgewiesen.
Das Münichholz setzt sich heute aus unterschiedlichen Wald- und Forstformen zusammen. An seinem Südwestrand besteht noch ein Altarm der Enns, begleitet von weichem und harter Auwald.

## Geschichte
Der Name Minichholz (‚Mönchswald‘) bezieht sich auf die Besitzungen des Benediktinerstifts Gleink am Ostufer der Enns. Der Name als solcher ist auch auf den ganzen Stadtteil übergegangen.